# Cassone Adimari

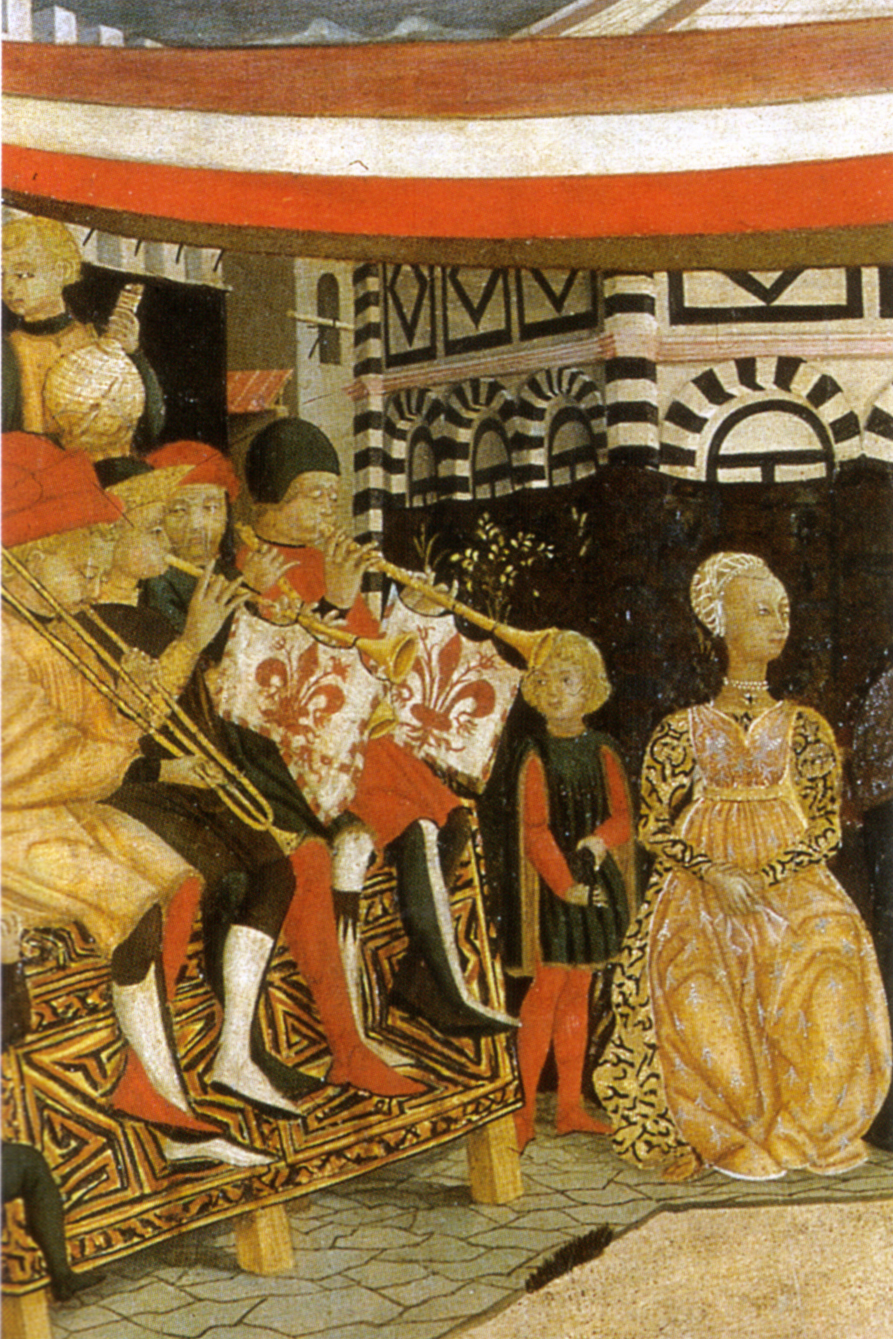
Dettaglio

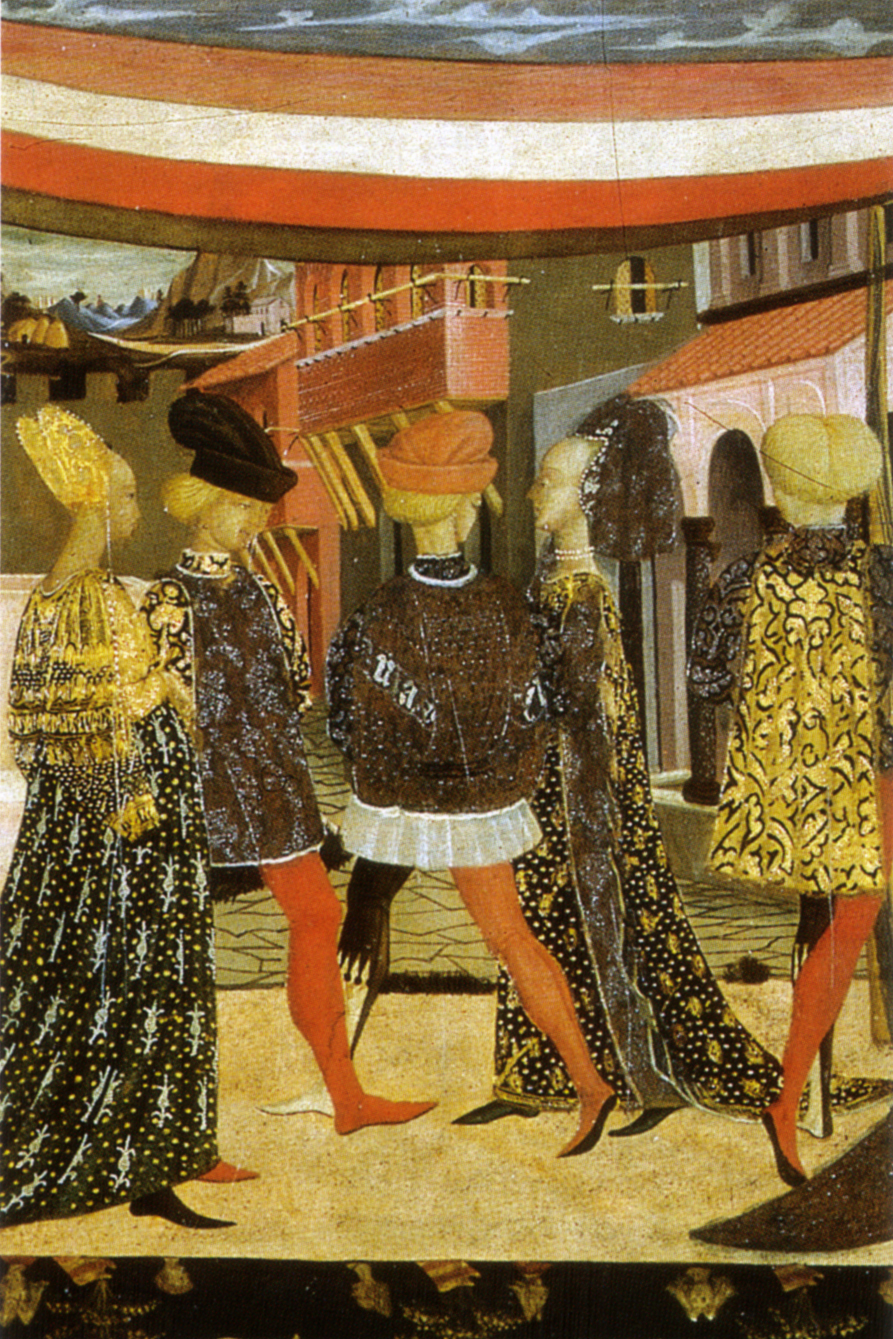
Dettaglio

Il Cassone Adimari è un dipinto a tempera su tavola (88,5x303 cm) dello Scheggia, databile al 1450 circa e conservato nella Galleria dell'Accademia a Firenze.

## Storia
Il titolo di Cassone Adimari è tradizionale, poiché in realtà si è poi scoperto che il pannello non decorava un cassone ma una spalliera, viste le sue dimensioni anomale. Il collegamento con la famiglia Adimari è dato dall'ambientazione della scena nuziale rappresentata, nel tratto dell'attuale via de' Calzaiuoli che un tempo si chiamava Corso degli Adimari, per i numerosi possedimenti della famiglia. Il matrimonio sarebbe stato quello Adimari-Ricasoli del 1420, anche se considerazioni stilistiche rivelano una datazione non prima del 1450: ciò può essere legato a una non coincidenza di datazione tra le nozze e l'opera, oppure può darsi che si tratti di un altro matrimonio, magari quello Adimari-Martelli avvenuto più tardi.
Si è pervenuti all'attribuzione allo Scheggia, fratello di Masaccio, attraverso successivi passaggi, individuando prima un "Maestro del Cassone Adimari" e poi identificandolo sulla base di affinità stilistiche con l'autore dell'affresco firmato (oggi molto deteriorato) raffigurante il Martirio di san Sebastiano dell'oratorio di San Lorenzo a San Giovanni Valdarno e il dipinto della Madonna col Bambino e i santi Sebastiano, Maria Maddalena, Lazzaro e Marta a Fucecchio, per il quale Pudelko aveva avanzato il nome di un generico "Maestro di Fucecchio". Fu Luciano Bellosi a proporre per primo il nome dello Scheggia, oggi in genere accettato dalla critica. L'attribuzione di Roberto Longhi al misterioso Lazzaro Vasari, citato da Giorgio Vasari nelle Vite, non ha riscosso invece seguito.

## Descrizione e stile
Sullo sfondo di piazza del Duomo a Firenze si sta svolgendo uno sposalizio. Una lunga tenda tesa tra una loggia e una casa, in quello che oggi è l'imbocco di via de' Calzaiuoli, permette il passaggio coperto di una serie di coppie riccamente abbigliate, dalle silhouettes allungate e il passo magicamente sospeso come nella tradizione del Gotico internazionale. Più salda si rivela invece la costruzione prospettica, che rivela una celebre quanto rara veduta della Firenze dell'epoca: a sinistra si riconosce il Battistero di San Giovanni, coperto per l'occasione da drappi, la Porta di Balla (o forse la Porta San Gallo) e un pozzo al centro, il loggiato non più esistente di Santa Reparata. A sinistra un gruppo di inservienti, di dimensioni più piccole secondo una convenzione della tradizione medievale, si affanna entro un'abitazione a portare vivande, mentre su un palco si trovano una serie di musici, tra cui due trombicini con le insegne del Comune di Firenze. Alcune dame discutono amabilmente sedute, mentre a destra si vedono degli uomini nei tipici abiti della ricca borghesia dell'epoca.
Grande attenzione è data alla resa dei costumi e dei tessuti preziosi, con un ricco uso di ori, punzonature e altre tecniche usate per riprodurre la pregiate decorazioni, vero e proprio vanto dei protagonisti. Più in lontananza, oltre le mura, si stende una sottile linea di paesaggio popolato di montagnole e segni della presenza umana.